# آتشفشان پوراسه
پوراسه (به اسپانیایی: Puracé) آتشفشانی چینه‌ای به ارتفاع تقریبی ۴۶۵۰ تا ۴۷۵۸ متر واقع در رشته‌کوه‌های آند در جنوب غربی کلمبیا در آمریکای جنوبی است. این کوه که یکی از فعالترین آتشفشان‌های این کشور است در عین حال بخشی از پارک ملی پوراسه را نیز تشکیل می‌دهد.

## مشخصات
آتشفشان پوراسه در جنوب شرقی شهر پوپایان و در منتهی‌الیه شمال شرقی توده‌ای آتشفشانی قرار دارد و شامل آتشفشان چینه‌ای آندزیتی‌ای با دهانه‌ای به قطر ۵۰۰ متر واقع در قلهٔ پوشیده از برف آن است که این آتشفشان خود بر روی یک آتشفشان سپری داسیتی شکل گرفته است. وقوع فوران‌های انفجاری مکرر در طی سده‌های نوزدهم و بیستم از نظر ریخت‌شناسی سبب تغییر شکل دهانهٔ آتشفشان شده است.
بزرگ‌ترین فوران‌های پوراسه در سال‌های ۱۸۴۹، ۱۸۶۹ و ۱۸۸۵ رخ داد. آخرین فوران این آتشفشان در سال ۱۹۷۷ بوده است.